# قوطي الجبل
قوطي الجبل (الاسم العلمي: Nasuella) هو جنس من الحيوانات يتبع الفصيلة الراكونية من رتبة اللواحم.

## أنواع قوطي الجبل
- قوطي الجبل الزيتوني
- قوطي الجبل الشرقي